# Campionati europei di ginnastica artistica maschile 2024
I Campionati europei di ginnastica artistica maschile 2024 sono stati la 36ª edizione dei  Campionati europei di ginnastica artistica con competizioni a livello di squadre. Si sono svolti alla Fiera di Rimini di Rimini, in Italia, dal 24 al 28 aprile 2024.  La competizione serve come qualificazioni per le Olimpiadi.

## Calendario
| Date                                                                            | Session                                                                               | Time              | Subdivisions                                                             |
| ------------------------------------------------------------------------------- | ------------------------------------------------------------------------------------- | ----------------- | ------------------------------------------------------------------------ |
| Mercoledì 24 aprile                                                             |                                                                                       |                   |                                                                          |
| Senior All-Around finale and Qualificazione per Squadre & Finali individualisti | 10:00 – 12:50                                                                         | Prima divisione   |                                                                          |
| Senior All-Around finale and Qualificazione per Squadre & Finali individualisti | 13:53 – 16:44                                                                         | Seconda divisione |                                                                          |
| Senior All-Around finale and Qualificazione per Squadre & Finali individualisti | 17:07 – 19:56                                                                         | Terza divisione   |                                                                          |
| Thursday, 25 April                                                              | Finale Squadra Junior and Qualificazione per individuae All-Around & finali Apparatus | 10:00 – 12:50     | Prima divisione                                                          |
| Thursday, 25 April                                                              | Finale Squadra Junior and Qualificazione per individuae All-Around & finali Apparatus | 14:00 – 16:50     | Seconda divisione                                                        |
| Thursday, 25 April                                                              | Finale Squadra Junior and Qualificazione per individuae All-Around & finali Apparatus | 17:30 – 20:20     | Terza divisione                                                          |
| Friday, 26 April                                                                | Senior Individual Apparatus Finals                                                    | 18:00 – 20:30     | Corpo libero, Cavallo con maniglie, Anelli, Volteggio, Parallele, Sbarra |
| Sabato 27 aprile                                                                | 10:00 – 13:00                                                                         |                   | Corpo libero, Cavallo con maniglie, Anelli, Volteggio, Parallele, Sbarra |
| Sabato 27 aprile                                                                | 16:30 – 19:00                                                                         |                   | Corpo libero, Cavallo con maniglie, Anelli, Volteggio, Parallele, Sbarra |
| Domenica 28 aprile                                                              | Junior All-Around Final                                                               | 10:00 – 12:45     | Primi 24 delle qualificazioni                                            |
| Domenica 28 aprile                                                              | Senior Team Final                                                                     | 14:45 – 17:15     | Primi 8 delle qualificazioni                                             |

## Podi

### Senior

#### Finale a squadre
| Posizione | Squadra             | Corpo libero | Cavallo | Anelli | Volteggio | Parallele | Sbarra | Totale  |
| --------- | ------------------- | ------------ | ------- | ------ | --------- | --------- | ------ | ------- |
| Oro       | Ucraina             | 41.033       | 43.899  | 41.866 | 42.499    | 44.899    | 41.566 | 255.762 |
| Oro       | Illia Kovtun        |              | 14.966  | 13.266 |           | 15.800    | 14.400 | 255.762 |
| Oro       | Oleg Verniaiev      | 14.000       | 15.200  | 14.100 | 13.066    | 14.833    | 13.333 | 255.762 |
| Oro       | Igor Radivilov      |              |         | 14.500 | 14.800    |           |        | 255.762 |
| Oro       | Nazar Chepurnyi     | 13.500       |         |        | 14.633    | 14.266    |        | 255.762 |
| Oro       | Radomyr Stelmakh    | 13.533       | 13.733  |        |           |           | 13.833 | 255.762 |
| Argento   | Gran Bretagna       | 42.566       | 42.032  | 41.866 | 45.133    | 43.533    | 40.299 | 255.429 |
| Argento   | Joe Fraser          |              | 14.500  |        |           | 14.800    | 13.133 | 255.429 |
| Argento   | Harry Hepworth      |              |         | 14.500 | 15.000    |           |        | 255.429 |
| Argento   | Jake Jarman         | 14.600       | 14.066  | 12.866 | 15.500    | 14.133    | 13.366 | 255.429 |
| Argento   | Courtney Tulloch    | 13.933       |         | 14.500 | 14.633    |           |        | 255.429 |
| Argento   | James Hall          | 14.033       | 13.466  |        |           | 14.600    | 13.800 | 255.429 |
| Bronzo    | Italia              | 41.666       | 42.266  | 41.332 | 42.832    | 43.032    | 41.432 | 252.560 |
| Bronzo    | Yumin Abbadini      | 14.266       | 14.400  | 13.266 | 13.866    |           | 14.333 | 252.560 |
| Bronzo    | Lorenzo Minh Casali | 14.000       | 13.600  | 13.666 | 14.600    | 14.066    |        | 252.560 |
| Bronzo    | Matteo Levantesi    |              |         |        |           | 14.466    | 13.833 | 252.560 |
| Bronzo    | Marco Lodadio       |              |         | 14.400 |           |           |        | 252.560 |
| Bronzo    | Mario Macchiati     | 13.400       | 14.266  |        | 14.366    | 14.500    | 13.266 | 252.560 |
| 4         | Turchia             | 41.266       | 38.499  | 42.399 | 43.899    | 41.733    | 40.233 | 248.029 |
| 4         | Adem Asil           | 13.300       | 13.400  | 14.666 | 15.033    | 14.100    | 13.133 | 248.029 |
| 4         | Mehmet Ayberk Kosak | 13.533       | 11.666  | 14.333 |           |           |        | 248.029 |
| 4         | Mert Efe Kilicer    |              | 13.433  |        |           |           |        | 248.029 |
| 4         | Kerem Şener         |              |         | 13.400 | 14.466    | 13.733    |        | 248.029 |
| 4         | Emre Dodanlı        | 14.433       |         |        | 14.400    | 13.900    | 13.800 | 248.029 |
| 5         | Spagna              | 41.665       | 40.332  | 40.532 | 43.066    | 41.365    | 40.765 | 247.725 |
| 5         | Nestor Abad         | 13.966       |         | 13.866 | 14.400    | 12.766    | 13.566 | 247.725 |
| 5         | Thierno Diallo      |              | 13.433  |        |           | 14.166    |        | 247.725 |
| 5         | Joel Plata          | 14.066       | 13.633  | 13.200 |           |           | 13.933 | 247.725 |
| 5         | Nicolau Mir         | 13.633       |         | 13.466 | 14.466    | 14.433    | 13.266 | 247.725 |
| 5         | Daniel Carrion      |              | 13.266  |        | 14.200    |           |        | 247.725 |
| 6         |                     |              |         |        |           |           |        |         |
|           |                     |              |         |        |           |           |        |         |
|           |                     |              |         |        |           |           |        |         |
|           |                     |              |         |        |           |           |        |         |
|           |                     |              |         |        |           |           |        |         |
|           |                     |              |         |        |           |           |        |         |
| 7         |                     |              |         |        |           |           |        |         |
|           |                     |              |         |        |           |           |        |         |
|           |                     |              |         |        |           |           |        |         |
|           |                     |              |         |        |           |           |        |         |
|           |                     |              |         |        |           |           |        |         |
|           |                     |              |         |        |           |           |        |         |
| 8         |                     |              |         |        |           |           |        |         |
|           |                     |              |         |        |           |           |        |         |
|           |                     |              |         |        |           |           |        |         |
|           |                     |              |         |        |           |           |        |         |
|           |                     |              |         |        |           |           |        |         |
|           |                     |              |         |        |           |           |        |         |

#### Concorso individuale
| Pos.    | Ginnasta        | Nazione |              | Attrezzo  | Attrezzo | Attrezzo  | Attrezzo | Attrezzo | Totale |
| Pos.    | Ginnasta        | Nazione | Corpo libero | Volteggio | Cavallo  | Parallele | Anelli   | Sbarra   | Totale |
| Oro     | Marios Georgiou | Cipro   | 13.533       | 14.266    | 13.233   | 14.100    | 14.633   | 14.500   | 84.265 |
| Argento | Oleg Verniaiev  | Ucraina | 13.733       | 15.166    | 14.033   | 14.666    | 14.200   | 12.233   | 84.031 |
| Bronzo  | Yumin Abbadini  | Italia  | 14.066       | 14.233    | 13.700   | 14.000    | 13.433   | 14.333   | 83.765 |
| 4       |                 |         |              |           |          |           |          |          |        |
| 5       |                 |         |              |           |          |           |          |          |        |
| 6       |                 |         |              |           |          |           |          |          |        |
| 7       |                 |         |              |           |          |           |          |          |        |
| 8       |                 |         |              |           |          |           |          |          |        |

#### Volteggio
| Pos.    | Ginnasta | D.score | E.score | Penalità | 1° Parziale | D.score | E.score | Penalità | 2° Parziale | Totale |
| ------- | -------- | ------- | ------- | -------- | ----------- | ------- | ------- | -------- | ----------- | ------ |
| Oro     |          |         |         |          |             |         |         |          |             |        |
| Argento |          |         |         |          |             |         |         |          |             |        |
| Bronzo  |          |         |         |          |             |         |         |          |             |        |
| 4       |          |         |         |          |             |         |         |          |             |        |
| 5       |          |         |         |          |             |         |         |          |             |        |
| 6       |          |         |         |          |             |         |         |          |             |        |
| 7       |          |         |         |          |             |         |         |          |             |        |
| 8       |          |         |         |          |             |         |         |          |             |        |

#### Parallele pari
| Pos.    | Ginnasta | D.score | E score | Pen. | Totale |
| ------- | -------- | ------- | ------- | ---- | ------ |
| Oro     |          |         |         |      |        |
| Argento |          |         |         |      |        |
| Bronzo  |          |         |         |      |        |
| 4       |          |         |         |      |        |
| 5       |          |         |         |      |        |
| 6       |          |         |         |      |        |
| 7       |          |         |         |      |        |
| 8       |          |         |         |      |        |

#### Anelli
| Pos.    | Ginnasta | D.score | E score | Pen. | Totale |
| ------- | -------- | ------- | ------- | ---- | ------ |
| Oro     |          |         |         |      |        |
| Argento |          |         |         |      |        |
| Bronzo  |          |         |         |      |        |
| 4       |          |         |         |      |        |
| 5       |          |         |         |      |        |
| 6       |          |         |         |      |        |
| 7       |          |         |         |      |        |
| 8       |          |         |         |      |        |

#### Cavallo con maniglie
| Pos.    | Ginnasta | D score | E score | Pen | Totale |
| ------- | -------- | ------- | ------- | --- | ------ |
| Oro     |          |         |         |     |        |
| Argento |          |         |         |     |        |
| Bronzo  |          |         |         |     |        |
| 4       |          |         |         |     |        |
| 5       |          |         |         |     |        |
| 6       |          |         |         |     |        |
| 7       |          |         |         |     |        |
| 8       |          |         |         |     |        |

#### Sbarra
| Pos.    | Ginnasta | D score | E score | Pen | Totale |
| ------- | -------- | ------- | ------- | --- | ------ |
| Oro     |          |         |         |     |        |
| Argento |          |         |         |     |        |
| Bronzo  |          |         |         |     |        |
| 4       |          |         |         |     |        |
| 5       |          |         |         |     |        |
| 6       |          |         |         |     |        |
| 7       |          |         |         |     |        |
| 8       |          |         |         |     |        |

#### Corpo libero
| Pos.    | Ginnasta | D score | E score | Pen | Totale |
| ------- | -------- | ------- | ------- | --- | ------ |
| Oro     |          |         |         |     |        |
| Argento |          |         |         |     |        |
| Bronzo  |          |         |         |     |        |
| 4       |          |         |         |     |        |
| 5       |          |         |         |     |        |
| 6       |          |         |         |     |        |
| 7       |          |         |         |     |        |
| 8       |          |         |         |     |        |

### Junior

#### Finale a squadre
| Posizione | Squadra     | Volteggio | Parallele | Anelli | Cavallo | Sbarra | Corpo Libero | Totale  |
| --------- | ----------- | --------- | --------- | ------ | ------- | ------ | ------------ | ------- |
| Oro       | Regno Unito | 41.265    | 38.898    | 39.066 | 42.599  | 39.765 | 37.665       | 240.258 |
| Oro       |             |           |           |        |         |        |              | 240.258 |
| Oro       |             |           |           |        |         |        |              | 240.258 |
| Oro       |             |           |           |        |         |        |              | 240.258 |
| Oro       |             |           |           |        |         |        |              | 240.258 |
| Oro       |             |           |           |        |         |        |              | 240.258 |
| Argento   | Italia      |           |           |        |         |        |              |         |
| Argento   |             |           |           |        |         |        |              |         |
| Argento   |             |           |           |        |         |        |              |         |
| Argento   |             |           |           |        |         |        |              |         |
| Argento   |             |           |           |        |         |        |              |         |
| Argento   |             |           |           |        |         |        |              |         |
| Bronzo    | Francia     |           |           |        |         |        |              |         |
| Bronzo    |             |           |           |        |         |        |              |         |
| Bronzo    |             |           |           |        |         |        |              |         |
| Bronzo    |             |           |           |        |         |        |              |         |
| Bronzo    |             |           |           |        |         |        |              |         |
| Bronzo    |             |           |           |        |         |        |              |         |
| 4         |             |           |           |        |         |        |              |         |
|           |             |           |           |        |         |        |              |         |
|           |             |           |           |        |         |        |              |         |
|           |             |           |           |        |         |        |              |         |
|           |             |           |           |        |         |        |              |         |
|           |             |           |           |        |         |        |              |         |
| 5         |             |           |           |        |         |        |              |         |
|           |             |           |           |        |         |        |              |         |
|           |             |           |           |        |         |        |              |         |
|           |             |           |           |        |         |        |              |         |
|           |             |           |           |        |         |        |              |         |
|           |             |           |           |        |         |        |              |         |
| 6         |             |           |           |        |         |        |              |         |
|           |             |           |           |        |         |        |              |         |
|           |             |           |           |        |         |        |              |         |
|           |             |           |           |        |         |        |              |         |
|           |             |           |           |        |         |        |              |         |
|           |             |           |           |        |         |        |              |         |
| 7         |             |           |           |        |         |        |              |         |
|           |             |           |           |        |         |        |              |         |
|           |             |           |           |        |         |        |              |         |
|           |             |           |           |        |         |        |              |         |
|           |             |           |           |        |         |        |              |         |
|           |             |           |           |        |         |        |              |         |
| 8         |             |           |           |        |         |        |              |         |
|           |             |           |           |        |         |        |              |         |
|           |             |           |           |        |         |        |              |         |
|           |             |           |           |        |         |        |              |         |
|           |             |           |           |        |         |        |              |         |
|           |             |           |           |        |         |        |              |         |

#### Concorso individuale
| Pos.    | Ginnasta | Nazione | Attrezzo  | Attrezzo | Attrezzo  | Attrezzo | Attrezzo | Attrezzo     | Totale |
| Pos.    | Ginnasta | Nazione | Volteggio | Cavallo  | Parallele | Anelli   | Sbarra   | Corpo libero | Totale |
| ------- | -------- | ------- | --------- | -------- | --------- | -------- | -------- | ------------ | ------ |
| Oro     |          |         |           |          |           |          |          |              |        |
| Argento |          |         |           |          |           |          |          |              |        |
| Bronzo  |          |         |           |          |           |          |          |              |        |
| 4       |          |         |           |          |           |          |          |              |        |
| 5       |          |         |           |          |           |          |          |              |        |
| 6       |          |         |           |          |           |          |          |              |        |
| 7       |          |         |           |          |           |          |          |              |        |
| 8       |          |         |           |          |           |          |          |              |        |

#### Volteggio
| Pos.    | Ginnasta | D.score | E.score | Penalità | 1° Parziale | D.score | E.score | Penalità | 2° Parziale | Totale |
| ------- | -------- | ------- | ------- | -------- | ----------- | ------- | ------- | -------- | ----------- | ------ |
| Oro     |          |         |         |          |             |         |         |          |             |        |
| Argento |          |         |         |          |             |         |         |          |             |        |
| Bronzo  |          |         |         |          |             |         |         |          |             |        |
| 4       |          |         |         |          |             |         |         |          |             |        |
| 5       |          |         |         |          |             |         |         |          |             |        |
| 6       |          |         |         |          |             |         |         |          |             |        |
| 7       |          |         |         |          |             |         |         |          |             |        |
| 8       |          |         |         |          |             |         |         |          |             |        |

#### Parallele pari
| Pos.    | Ginnasta | D.score | E score | Pen. | Totale |
| ------- | -------- | ------- | ------- | ---- | ------ |
| Oro     |          |         |         |      |        |
| Argento |          |         |         |      |        |
| Bronzo  |          |         |         |      |        |
| 4       |          |         |         |      |        |
| 5       |          |         |         |      |        |
| 6       |          |         |         |      |        |
| 7       |          |         |         |      |        |
| 8       |          |         |         |      |        |

#### Anelli
| Pos.    | Ginnasta | D.score | E score | Pen. | Totale |
| ------- | -------- | ------- | ------- | ---- | ------ |
| Oro     |          |         |         |      |        |
| Argento |          |         |         |      |        |
| Bronzo  |          |         |         |      |        |
| 4       |          |         |         |      |        |
| 5       |          |         |         |      |        |
| 6       |          |         |         |      |        |
| 7       |          |         |         |      |        |
| 8       |          |         |         |      |        |

#### Cavallo con maniglie
| Pos.    | Ginnasta | D score | E score | Pen | Totale |
| ------- | -------- | ------- | ------- | --- | ------ |
| Oro     |          |         |         |     |        |
| Argento |          |         |         |     |        |
| Bronzo  |          |         |         |     |        |
| 4       |          |         |         |     |        |
| 5       |          |         |         |     |        |
| 6       |          |         |         |     |        |
| 7       |          |         |         |     |        |
| 8       |          |         |         |     |        |

#### Sbarra
| Pos.    | Ginnasta | D score | E score | Pen | Totale |
| ------- | -------- | ------- | ------- | --- | ------ |
| Oro     |          |         |         |     |        |
| Argento |          |         |         |     |        |
| Bronzo  |          |         |         |     |        |
| 4       |          |         |         |     |        |
| 5       |          |         |         |     |        |
| 6       |          |         |         |     |        |
| 7       |          |         |         |     |        |
| 8       |          |         |         |     |        |

#### Corpo libero
| Pos.    | Ginnasta | D score | E score | Pen | Totale |
| ------- | -------- | ------- | ------- | --- | ------ |
| Oro     |          |         |         |     |        |
| Argento |          |         |         |     |        |
| Bronzo  |          |         |         |     |        |
| 4       |          |         |         |     |        |
| 5       |          |         |         |     |        |
| 6       |          |         |         |     |        |
| 7       |          |         |         |     |        |
| 8       |          |         |         |     |        |